# Marele Premiu al Rusiei din 2021
Marele Premiu al Rusiei din 2021 (cunoscut oficial ca Formula 1 VTB Russian Grand Prix 2021) a fost o cursă de Formula 1 care s-a desfășurat între 24 și 26 septembrie 2021 pe Autodromul Soci, Rusia. Cursa a fost cea de-a cincisprezecea etapă a Campionatului Mondial de Formula 1 din 2021. A fost câștigat de Lewis Hamilton de la Mercedes, care a devenit primul pilot care a câștigat 100 de Mari Premii și a recâștigat conducerea în campionat în fața lui Max Verstappen.

## Clasamente

### Calificări
| Poz.                  | Nr. | Pilot              | Constructor               | Timpi calificări | Timpi calificări | Timpi calificări | Grila finală |
| Poz.                  | Nr. | Pilot              | Constructor               | Q1               | Q2               | Q3               | Grila finală |
| --------------------- | --- | ------------------ | ------------------------- | ---------------- | ---------------- | ---------------- | ------------ |
| 1                     | 4   | Lando Norris       | McLaren-Mercedes          | 1:47.238         | 1:45.827         | 1:41.993         | 1            |
| 2                     | 55  | Carlos Sainz Jr.   | Ferrari                   | 1:47.924         | 1:46.521         | 1:42.510         | 2            |
| 3                     | 63  | George Russell     | Williams-Mercedes         | 1:48.303         | 1:46.435         | 1:42.983         | 3            |
| 4                     | 44  | Lewis Hamilton     | Mercedes                  | 1:45.992         | 1:45.129         | 1:44.050         | 4            |
| 5                     | 3   | Daniel Ricciardo   | McLaren-Mercedes          | 1:48.345         | 1:46.361         | 1:44.156         | 5            |
| 6                     | 14  | Fernando Alonso    | Alpine-Renault            | 1:47.877         | 1:45.514         | 1:44.204         | 6            |
| 7                     | 77  | Valtteri Bottas    | Mercedes                  | 1:46.396         | 1:45.306         | 1:44.710         | 16           |
| 8                     | 18  | Lance Stroll       | Aston Martin-Mercedes     | 1:48.322         | 1:46.360         | 1:44.956         | 7            |
| 9                     | 11  | Sergio Pérez       | Red Bull Racing-Honda     | 1:46.455         | 1:45.834         | 1:45.337         | 8            |
| 10                    | 31  | Esteban Ocon       | Alpine-Renault            | 1:48.099         | 1:46.070         | 1:45.865         | 9            |
| 11                    | 5   | Sebastian Vettel   | Aston Martin-Mercedes     | 1:47.205         | 1:46.573         | N/A              | 10           |
| 12                    | 10  | Pierre Gasly       | AlphaTauri-Honda          | 1:47.828         | 1:46.641         | N/A              | 11           |
| 13                    | 22  | Yuki Tsunoda       | AlphaTauri-Honda          | 1:48.854         | 1:46.751         | N/A              | 12           |
| 14                    | 6   | Nicholas Latifi    | Williams-Mercedes         | 1:48.252         | Fără timp        | N/A              | 18           |
| 15                    | 16  | Charles Leclerc    | Ferrari                   | 1:48.470         | Fără timp        | N/A              | 19           |
| 16                    | 7   | Kimi Räikkönen     | Alfa Romeo Racing-Ferrari | 1:49.586         | N/A              | N/A              | 13           |
| 17                    | 47  | Mick Schumacher    | Haas-Ferrari              | 1:49.830         | N/A              | N/A              | 14           |
| 18                    | 99  | Antonio Giovinazzi | Alfa Romeo Racing-Ferrari | 1:51.023         | N/A              | N/A              | 17           |
| 19                    | 9   | Nikita Mazepin     | Haas-Ferrari              | 1:53,764         | N/A              | N/A              | 15           |
| 20                    | 33  | Max Verstappen     | Red Bull Racing-Honda     | Fără timp        | N/A              | N/A              | 20           |
| Regula 107%: 1:53,411 |     |                    |                           |                  |                  |                  |              |
| Sursa:                |     |                    |                           |                  |                  |                  |              |

Note
- ^1 – Valtteri Bottas a primit o penalizare de 15 locuri pe grila de start pentru depășirea numărului de elemente ale motorului.[7]
- ^2 – Nicholas Latifi a fost nevoit să înceapă cursa din spatele grilei pentru depășirea numărului de elemente ale motorului.[8]
- ^3 – Charles Leclerc a fost nevoit să înceapă cursa din spatele grilei pentru depășirea numărului de elemente ale motorului.[9]
- ^4 – Antonio Giovinazzi a primit o penalizare de cinci locuri pe grila de start pentru schimbarea neprogramată a cutiei de viteze. Penalizarea a fost anulată de sancțiunile suportate de alți piloți. Drept urmare, a câștigat un loc în plus față de poziția sa în care s-a calificat.[10]
- ^5 – Max Verstappen a primit o penalizare de trei locuri pe grila de start pentru provocarea unei coliziuni în runda precedentă.[11] Mai apoi, a fost nevoit să înceapă din spatele grilei pentru depășirea numărului de elemente ale motorului.[12] Verstappen neglected to set a qualifying time because of his penalties.[13]
- ^6 – Deoarece calificările s-au desfășurat pe o pistă umedă, Regula 107% nu s-a aplicat.[14]

### Cursa
| Poz.                                                                     | Nr. | Pilot              | Constructor               | Tururi | Timp/Retras      | Puncte |
| ------------------------------------------------------------------------ | --- | ------------------ | ------------------------- | ------ | ---------------- | ------ |
| 1                                                                        | 44  | Lewis Hamilton     | Mercedes                  | 53     | 1:30:41,001      | 25     |
| 2                                                                        | 33  | Max Verstappen     | Red Bull Racing-Honda     | 53     | +53,271          | 18     |
| 3                                                                        | 16  | Carlos Sainz Jr.   | Ferrari                   | 53     | +1:02,475        | 15     |
| 4                                                                        | 3   | Daniel Ricciardo   | McLaren-Mercedes          | 53     | +1:05,607        | 12     |
| 5                                                                        | 77  | Valtteri Bottas    | Mercedes                  | 53     | +1:07,533        | 10     |
| 6                                                                        | 14  | Fernando Alonso    | Alpine-Renault            | 53     | +1:21,321        | 8      |
| 7                                                                        | 4   | Lando Norris       | McLaren-Mercedes          | 53     | +1:27,224        | 7      |
| 8                                                                        | 7   | Kimi Räikkönen     | Alfa Romeo Racing-Ferrari | 53     | +1:28,955        | 4      |
| 9                                                                        | 11  | Sergio Pérez       | Red Bull Racing-Honda     | 53     | +1:30,076        | 2      |
| 10                                                                       | 63  | George Russell     | Williams-Mercedes         | 53     | +1:40,551        | 1      |
| 11                                                                       | 18  | Lance Stroll       | Aston Martin-Mercedes     | 53     | +1:56,198        |        |
| 12                                                                       | 5   | Sebastian Vettel   | Aston Martin-Mercedes     | 52     | +1 tur           |        |
| 13                                                                       | 10  | Pierre Gasly       | AlphaTauri-Honda          | 52     | +1 tur           |        |
| 14                                                                       | 31  | Esteban Ocon       | Alpine-Renault            | 52     | +1 tur           |        |
| 15                                                                       | 16  | Charles Leclerc    | Ferrari                   | 52     | +1 tur           |        |
| 16                                                                       | 99  | Antonio Giovinazzi | Alfa Romeo Racing-Ferrari | 52     | +1 tur           |        |
| 17                                                                       | 22  | Yuki Tsunoda       | AlphaTauri-Honda          | 52     | +1 tur           |        |
| 18                                                                       | 9   | Nikita Mazepin     | Haas-Ferrari              | 51     | +2 tururi        |        |
| 19                                                                       | 6   | Nicholas Latifi    | Williams-Mercedes         | 47     | Accident         |        |
| Ab                                                                       | 47  | Mick Schumacher    | Haas-Ferrari              | 32     | Scurgere de ulei |        |
| Cel mai rapid tur: Lando Norris (McLaren-Mercedes) – 1:37.423 (turul 39) |     |                    |                           |        |                  |        |
| Sursa:                                                                   |     |                    |                           |        |                  |        |

| Loc    | 1  | 2  | 3  | 4  | 5  | 6 | 7 | 8 | 9 | 10 | CMRT |
| Puncte | 25 | 18 | 15 | 12 | 10 | 8 | 6 | 4 | 2 | 1  | 1    |

Note
- ^1 – Include un punct pentru cel mai rapid tur.
- ^2 – Lance Stroll a primit o penalizare de zece secunde după cursă pentru că a provocat o coliziune cu Pierre Gasly. Poziția sa finală nu a fost afectată de penalizare.[15]
- ^3 – Nicholas Latifi nu a terminat cursa, însă a fost clasat deoarece a parcurs mai mult de 90% din cursă.[15]

## Clasamentele campionatelor după cursă
|           | Poz. | Pilot           | Puncte |
| --------- | ---- | --------------- | ------ |
| 1         | 1    | Lewis Hamilton  | 246,5  |
| 1         | 2    | Max Verstappen  | 244,5  |
| Unchanged | 3    | Valtteri Bottas | 151    |
| Unchanged | 4    | Lando Norris    | 139    |
| Unchanged | 5    | Sergio Pérez    | 120    |
| Sursa:    |      |                 |        |

|           | Poz. | Constructor           | Puncte |
| --------- | ---- | --------------------- | ------ |
| Unchanged | 1    | Mercedes              | 397,5  |
| Unchanged | 2    | Red Bull Racing-Honda | 364,5  |
| Unchanged | 3    | McLaren-Mercedes      | 234    |
| Unchanged | 4    | Ferrari               | 216,5  |
| Unchanged | 5    | Alpine-Renault        | 103    |
| Sursa:    |      |                       |        |

- Notă: Doar primele cinci locuri sunt prezentate în ambele clasamente.